# Loricaria
Loricaria és un gènere de peixos de la família dels loricàrids i de l'ordre dels siluriformes.

## Taxonomia
- Loricaria apeltogaster (Boulenger, 1895)[2]
- Loricaria cataphracta (Linnaeus, 1758)[3][4][5]
- Loricaria clavipinna (Fowler, 1940)[6]
- Loricaria holmbergi (Rodríguez & Miquelarena, 2003)[7]
- Loricaria lata (Eigenmann & Eigenmann, 1889)[8]
- Loricaria lentiginosa (Isbrücker, 1979)[9]
- Loricaria lundbergi (Thomas & Rapp Py-Daniel, 2008)[10]
- Loricaria maculata (Swainson, 1839)
- Loricaria nickeriensis (Isbrücker, 1979)[11]
- Loricaria parnahybae (Steindachner, 1907)[12]
- Loricaria piracicabae (Ihering, 1907)[13]
- Loricaria prolixa (Isbrücker & Nijssen, 1978)[14]
- Loricaria pumila (Thomas & Rapp Py-Daniel, 2008)[10]
- Loricaria simillima (Regan, 1904)[15]
- Loricaria spinulifera (Thomas & Rapp Py-Daniel, 2008)[10]
- Loricaria tucumanensis (Isbrücker, 1979)[11][16][17][18][19][20][21][22][23][24]